# Випуск (філателія)

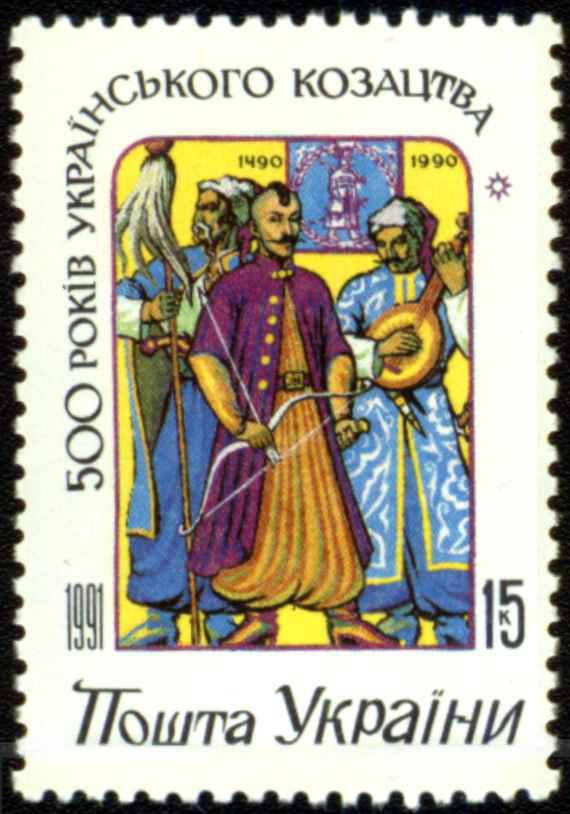
Перший випуск поштових марок Незалежної України (1992 рік)

Випуск, або емісія (від лат. emissio — випуск), в філателії — введення в обіг тієї чи іншої поштової марки як знака поштової оплати, а також сукупність всіх надрукованих для цього в рамках єдиного друкарського замовлення примірників тиражу цієї марки.